# Васильєв Володимир Германович
Володимир Германович Васильєв (рос. Владимир Германович Васильев, нар. 19 листопада, 1948, Рибінськ — пом. 31 липня 2020, Ташкент) — узбецький радянський російськомовний письменник-фантаст, поет, перекладач і публіцист.

## Біографія
Володимир Германович Васильєв народився в Рибінську в сім'ї офіцера ВМФ СРСР, і більшу частину дитинства провів на різних радянських військово-морських базах. З 1960 року Володимир Васильєв з родиною жив у Ташкенті. У 1964 році він закінчив спеціалізовану математичну школу, здобувши одночасно фах програміста на перших радянських ЕОМ. З 1966 до 1971 року Васильєв навчався в Ташкентському інституті інженерів іригації та механізації сільського господарства на факультеті електрифікації сільського господарства, а з 1971 року працював у ташкентському інституті енергетики й автоматики, у 1978 році захистив кандидатську дисертацію. З початком перебудови Володимир Васильєв поринув у політичну діяльність, входив спочатку до Інтернаціонального фронту революційно-демократичної перебудови, а пізніше до Інтернаціонального союзу, який заявляв про себе як захисника прав російськомовного населення Узбекистану, публікувався в їх друкованих виданнях. На початку перебудови Васильєва часто критикували ідеологи КПРС за відхід від основної партійної лінії, а після розпаду СРСР можливостей для публікації своїх літературних, а ще більше публіцистичних творів у Васильєва стало значно менше. З 2000 року Володимир Васильєв працював у державній акціонерній компанії «Узбекенерго», та періодично публікував свої літературні та публіцистичні твори у різних видавництвах та періодичних виданнях, з 2014 року очолював раду з російськомовної літератури Спілки письменників Узбекистану. Помер Володимир Германович Васильєв 31 липня 2020 року в Ташкенті.

## Літературна творчість
Літературну творчість Володимир Германович Васильєв розпочав у 1960 році з віршованих творів, які почали публікуватися в ташкентській пресі з 1966 року. У 1976 році Васильєв став постійним учасником семінару молодих письменників при Спілці письменників Узбекистану. З 1977 року він регулярно публікує вірші в ташкентському альманаху «Молодость». у 1983 році підготовлений до друку авторська збірка віршів «Політ стріли» (рос. Полет стрелы), проте з ідеологічних міркувань публікацію збірки відклали, й вона вийшла друком лише наступного року в урізаному вигляді. У 1988 році виходять друком перші фантастичні твори письменника — оповідання «Озирнись, Ерік!» (рос. Оглянись, Эрик!), «Двері» (рос. Дверь) та «Іграшки» (рос. Игрушки). У цьому ж році Володимир Васильєв брав участь у Ташкентському семінарі молодих письменників-фантастів. У 1990 році вийшов друком перший науково-фантастичний роман автора «Наука як наука» (рос. Наука как наука), який фактично є науково-утопічним романом, в якому йдеться про роботу наукового інституту, в якому основним завданням є вироблення щастя для всіх членів суспільства на спеціальних генераторах. За висловами літературних критиків, цей роман значно відрізняється від романів на подібну тему братів Стругацьких та Володимира Савченка серйозністю та широтою викладу твору, адже інші романи на цю тему переважно пародіювали тему досягнення загального щастя. Одночасно Володимир Васильєв публікує літературно-критичні статті на теми науково-фантастичних творів, за що в 1991 році отримав премію «Інтерпрескон». Після розпаду СРСР кількість опублікованих творів письменника дещо зменшилась, у 1993 році розпочалась публікація фрагментів роману «І темрява не обвила його», у 1998 році вийшла друком повість-фантазія «Богу богове», у 2004 році опублікована частина роману «Мікрошечка», у 2008 році опублікований роман-епопея «Клопотуша», в 2009 році повість «Далі в ліс…», а в 2011 році вийшов друком роман «Готель». У 2015 році вийшли друком роман, названий «трагіфарсмагорією» «А-а-ап-чхи! або Бу-здр!» та триптих билин-міфів «Василидовы сказы».

### Романи
- 1990 — Наука как наука
- 1993 — «И тьма не объяла его…»
- 2008 — Хлопотуша
- 2011 — Гостиница
- 2004—2014 — Микрошечка
- 2015 — Василидовы сказы: Триптих сказов
- 2015 — А-а-ап-чхи! или бу-здр!

### Повісті
- 1998 — Богу — Богово…
- 2009 — Дальше в лес…
- 2012 — Прости им…
- 2015 — Ок-Жетпес
- 2018 — Тень улитки

### Збірки
- 1983 — Полет стрелы (Тираж збірки був знищений)
- 1984 — Полет стрелы
- 2013 — Мир: Корона (венок венков) сонетов
- 2014 — Диалог с зеркалом с книгой в руках
- 2015 — Убогие боги
- 2017 — Душа освобожденная
- 2018 — Соната сонета
- 2018 — Тень улитки

### Оповідання
- 1988 — Дверь
- 1989 — Игрушки
- 1989 — Фантоматик
- 1989 — Оглянись, Эрик! (у співавторстві із Світланою Васильєвою)
- 1990 — Игрушки
- 2008 — Душа обремененная…
- 2011 — В заколдованных болотах
- 2012 — Чалма Искандера
- 2013 — Вербахлёст или мысль изреченная
- 2014 — Беловодье
- 2015 — Отражения
- 2016 — Александрийский перевал
- 2017 — Сольвейг
- 2017 — Убить бессмертного
- 2017 — Остров невезения